# Serbînivka, Starokosteantîniv
Serbînivka (în ucraineană Сербинівка) este localitatea de reședință a comunei Serbînivka din raionul Starokosteantîniv, regiunea Hmelnîțkîi, Ucraina.

## Demografie
Componența lingvistică a localității Serbînivka
     Ucraineană (99,74%)
     Alte limbi (0,26%)
Conform recensământului din 2001, majoritatea populației localității Serbînivka era vorbitoare de ucraineană (99,74%), existând în minoritate și vorbitori de alte limbi.